# Norman Thomas Gilroy

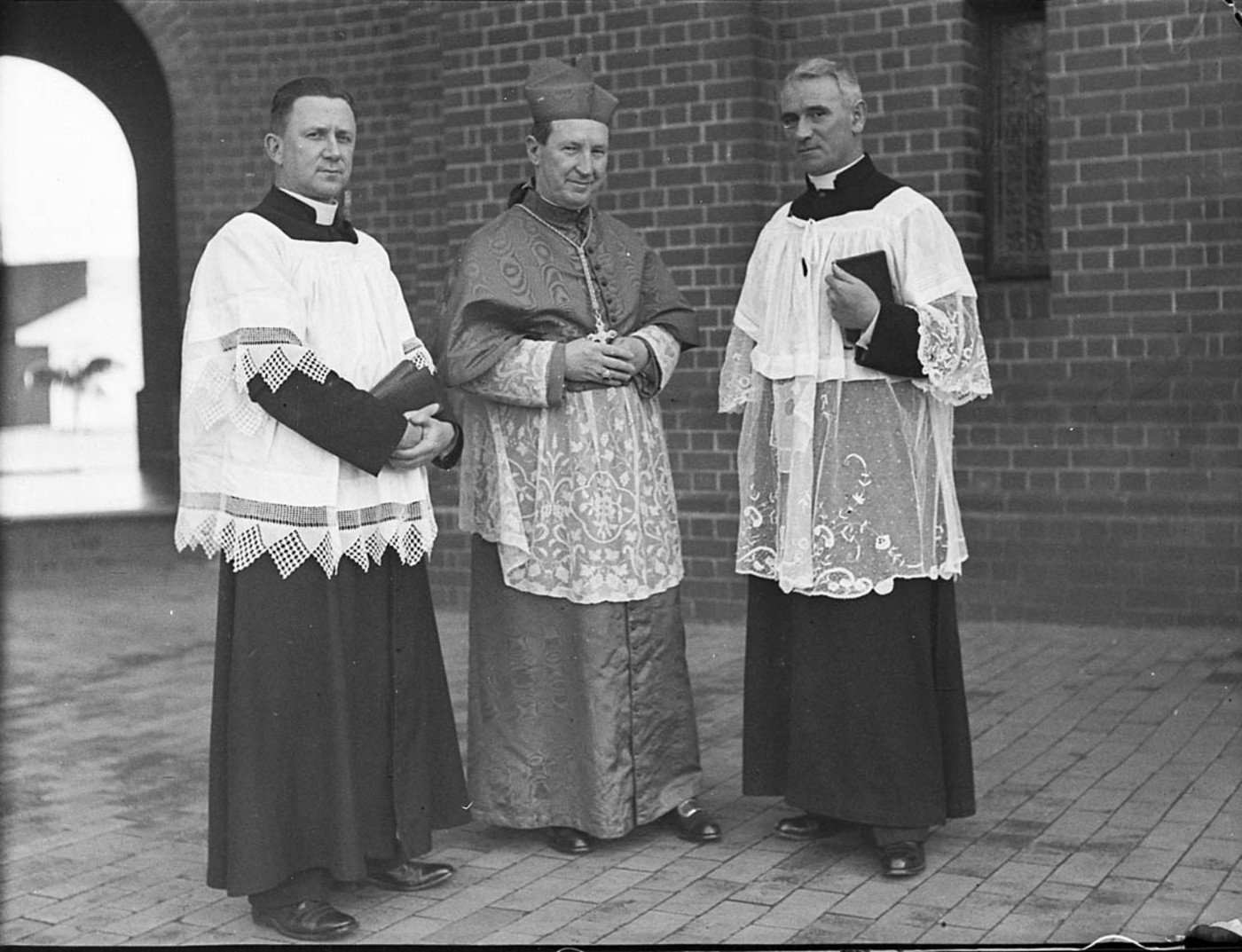
Kardinal Gilroy (Mitte) zu Besuch in Strathfield, Australien (1946)

Kardinalswappen

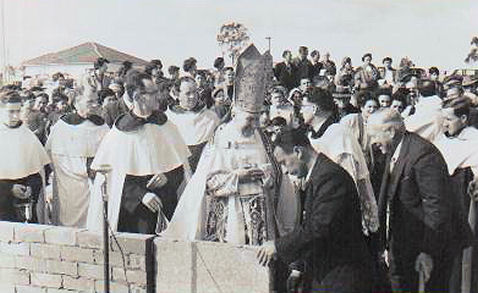
Kardinal Gilroy (Mitte mit Mitra) mit Frank Cefai bei der Grundsteinlegung der Our Lady Queen of Peace Catholic Church, Greystanes (1975)

Norman Thomas Kardinal Gilroy (* 22. Januar 1896 in Sydney, Australien; † 21. Oktober 1977 ebenda) war ein australischer Geistlicher und römisch-katholischer Erzbischof von Sydney.

## Leben
Norman Thomas Gilroy wurde Januar 1896 in Sydney als zweites von sechs Kindern von William James Gilroy und dessen Frau Catherine (geborene Slattery) geboren. Im Alter von 13 Jahren verließ er die Schule, um als Laufjunge im Postmaster-General’s Department zu arbeiten.
Im darauf folgenden Jahr bestand er die Prüfung zum Telegraphisten und wurde schließlich 1912 nach Bourke versetzt. Als der Erste Weltkrieg ausbrach, wollte Gilroy der Australian Imperial Force beitreten, was ihm seine Eltern jedoch verboten. Stattdessen wurde er Telegraphist beim Transportdienst und nahm als solcher an der Schlacht von Gallipoli teil. Während eines sechswöchigen Englandaufenthaltes lernte er Father Davidson kennen, mit dem ihn bald eine enge Freundschaft verband, die Gilroy nachhaltig beeinflusste.
Nach seiner Rückkehr nach Australien wurde er dort wieder als Telegraphist in Lismore, New South Wales, tätig. Dort kam er in Kontakt mit Terence Bernard McGuire, dem Administrator der Kathedrale. McGuire bemühte sich um die Förderung des australischstämmigen Klerus. Unter seinem Einfluss entschied sich Gilroy, Priester zu werden. Ab 1917 besuchte er das St Columba’s Seminary und das Foreign Missionary College in Springwood zur Vorbereitung auf das Studium. Von 1919 bis 1924 besuchte Gilroy das Päpstliche Athenaeum „De Propaganda Fide“ in Rom. Dort wurde er 1924 zum Dr. theol. promoviert.
Am 24. Dezember 1923 empfing er das Sakrament der Priesterweihe durch den Kardinalpräfekten der Congregatio de Propaganda Fide, Wilhelmus Marinus van Rossum CSsR. Von 1924 bis 1931 war er Mitarbeiter der Apostolischen Delegatur in Australien. Von 1931 bis 1935 war er persönlicher Sekretär des Bischofs von Lismore, John Carroll, sowie Diözesankanzler.
Papst Pius XI. ernannte ihn am 10. Dezember 1934 zum Bischof von Port Augusta. Die Bischofsweihe spendete ihm der Apostolische Delegat in Australien, Erzbischof Filippo Bernardini, am 17. März 1935 in der Saint Mary’s Cathedral in Sydney, Mitkonsekratoren waren der Bischof von Lismore, John Joseph Carroll, und der Bischof von Townsville, Terence Bernard McGuire.
Am 1. Juli 1937 wurde er zum Titularerzbischof von Cypsela und Koadjutorerzbischof von Sydney ernannt. Mit dem Tod Michael Kellys am 8. März 1940 wurde Norman Thomas Gilroy dessen Nachfolger als Erzbischof von Sydney.
Am 18. Februar 1946 nahm ihn Papst Pius XII. als Kardinalpriester mit der Titelkirche Santi Quattro Coronati in das Kardinalskollegium auf. Gilroy war damit der erste australischstämmige Kardinal.
Gilroy war Teilnehmer am Konklave 1958 und am Konklave 1963. In den Jahren 1962 bis 1965 nahm er am Zweiten Vatikanischen Konzil teil, in dessen Verlauf er auch administrative Aufgaben im Präsidium versah. Die Leitung des Erzbistums Sydney legte er am 9. Juli 1971 nieder.
Norman Thomas Kardinal Gilroy starb am 21. Oktober 1977 in Sydney und wurde in der dortigen Kathedrale beigesetzt.

## Ehrungen
- 1969: Knight Commander of the Order of the British Empire
- 1970: Australian of the Year